# Штейн, Владимир Альбертович
Штейн Владимир Альбертович (род. 6 июня 1967, Симферополь, Крымская область, УССР, СССР) — советский и российский художник. Член-корреспондент Российской Академии Художеств. Дипломант Российской академии художеств.. Заслуженный работник культуры Российской Федерации (2024).

## Биография
Родился в 1967 году в Симферополе. Живописец, график. Учился: Крымское художественное училище имени Н. С. Самокиша (1984-87), Московский художественный институт имени В. И. Сурикова, мастерская И. С. Глазунова (1990-94). В 1994—1996 годах — ассистент-стажёр РАХ. Член-корреспондент Российской академии художеств (2002).
Преподаватель Российской академии живописи, ваяния и зодчества, в настоящее время заведующий кафедрой академического и анатомического рисунка. Работы художника находятся в частных коллекциях в России и за рубежом. Живёт в Москве.
Искусствоведы называют Владимира Штейна живописцем, существующим вне времени, и загадку его творчества видят в «оторванности от каких бы то ни было группировок». Хотя сам художник, уроженец Крыма и выпускник мастерской портрета Ильи Глазунова в Суриковском институте, хорошо знает «своё» время — XIX век и современность. А разгадать его тайну вам помогут его полотна-впечатления, полные незатухающего интереса к жизни.

## Творчество
Этапными работами художника называют
- «Храм Гроба Господня в Иерусалиме»,
- «Портрет Альберта Александровича»,
- «Северный житель»,
- «Несение креста. Голгофа».

Под руководством И. С. Глазунова Владимир Штейн участвовал в оформлении Петровского зала Большого Кремлёвского Дворца, в соавторстве со своим коллегой Иваном Кузнецовым создал два больших полотна — «Полтавская баталия» и «Гангутское сражение». Участвовал в росписи храма Юлии Анкирской в деревне Лопотово в Подмосковье, храмов Успения Пресвятой Богородицы и Александра Невского в Верхней Пышме под Екатеринбургом, в создании икон для иконостасов одного из храмов в Марфо-Мариинской обители, а также храма на Ганиной яме под Екатеринбургом.